# Leela (Futurama)
Turanga Leela, coneguda senzillament com a Leela, és un personatge principal fictici de la sèrie de televisió i d'animació Futurama. Leela és la capitana de la nau, pilot, i cap de tots els serveis d'aviació de l'empresa de paqueteria intergalàctica Planet Express. Al llarg de la sèrie, manté una relació intermitent amb Philip J. Fry, que és personatge principal de la sèrie. Katey Sagal és l'actriu de veu que dona veu a Leela. El nom de Turanga Leela s'inspira en la Sinfonia Turangalîla d'Olivier Messiaen. És un dels pocs personatges del repartiment que és competent i disposa de dots de comandament. A més a més, sovint s'encarrega de salvar la resta de companys del desastre, però també és extremadament insegura perquè només té un ull i va créixer en orfenat on va ser assetjada.En un primer es creia que era una alienígena però més tard es descobreix que els seus ancestres són mutants de la claveguera des d'almenys el segle XXXI de la terra. La seva família (principalment l'accent de sons pares) parodien alguns aspectes de la contaminació i la inconveniència associada a la Nova Jersey industrial en contraposició a la Nova York.

## Biografia del personatge
Els pares de Turanga Leela van ser Morris i Munda, dos mutants que viuen en les profunditats del clavegueram de la ciutat de Nova Nova York. Quan Leela era encara una infant, els seus pares la van abandonar a Orfanat de Mínima Seguretat Cookieville acompanyada d'una nota guixada amb símbols estranys que fessin pensar que Leela era una alienígena, de manera que pogués tenir una vida millor que la de una mutant típica. Durant les tres primeres temporades Leela no deixar de perseguir el somni de conèixer un altre membre de la seva "raça" alienígena d'un ull. En l'episodi "A Bicyclops Built for Two", Leela coneix Alcazar, un ciclop, que la convenç que ells són els darrers membres de la seva espècie extinta, fins que es descobreix que ell és un impostor metamorf. El pla per encobrir l'origen mutant de Leela funciona correctament fins que arran d'un accident industrial provocat per la irresponsabilitat medi ambiental de Bender, Leela i els seus amics entren al sistema de clavegueram de Nova Nova York on per primer cop Leela coneix els seus pares i descobreix que no ell no és una cíclopa, sinó que és una mutant de clavaguera.
En l'episodi "The Problem with Popplers" s'utilitza per primer cop el seu nom familiar, Turanga.

## Creació del personatge

### Repartiment

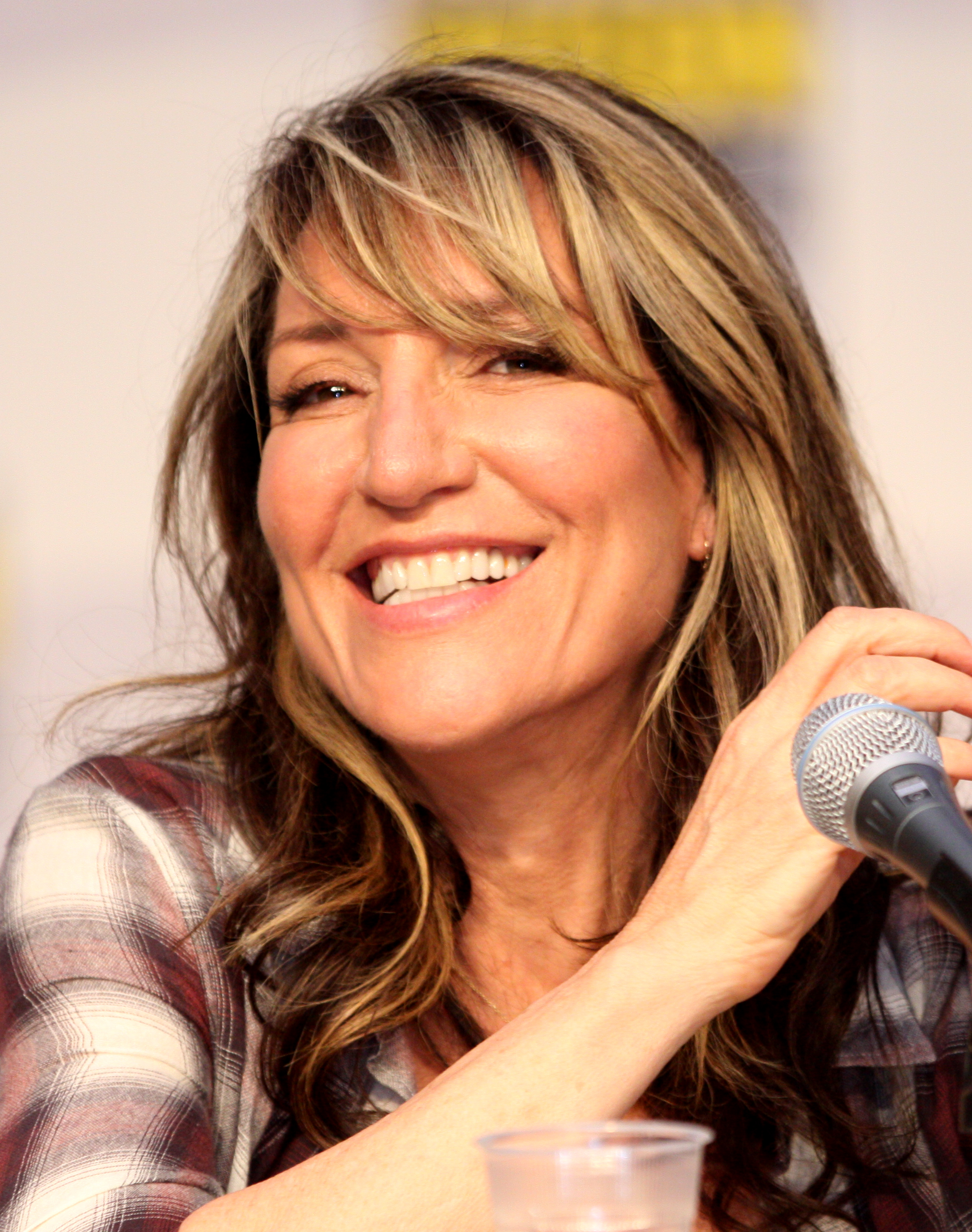
Katey Sagal dona veu a Leela.

Katey Sagal dona veu a Leela. Sagal va voler immediatament el personatge quan Groening la va citar per fer una audició. És un dels pocs actors principals del repartiment de Futurama que a més actua en pel·lícules live-action. En una entrevista Sagal va dir que "això és actuar, però que és una manera diferent d'actuar. No estàs utilitzant totes les eines — el cos cos i la fisicalitat — i per això és tot un repte. Treballar en animació és realment inusual. No tinc la mateixa experiència que quan treballo amb persones." Sagal va explicar que va descobrir anys després d'acceptar el paper que algú altre havia estat elegida per donar veu a Leela abans que ella, però que els creadors havien decidit reemplaçar-la. També afirmà que no varia molt la seva veu natural en interpretar Leela, encara que intenta fer-la una mica més aguda.